# 大塚洋一郎
大塚 洋一郎（おおつか よういちろう）は、日本の剣術家。北辰一刀流兵法 第6代宗家

## 関連人物
- 千葉周作